# هری بروماژ
هری بروماژ (انگلیسی: Harry Bromage; ۱۷ مهٔ ۱۸۷۹ – ژوئن ۱۹۵۴ (۷۵ ساله)) بازیکن فوتبال اهل بریتانیا بود.
از باشگاه‌هایی که در آن بازی کرده‌است می‌توان به باشگاه فوتبال دربی کانتی و باشگاه فوتبال دونکستر راورز اشاره کرد.